# Мечеті Криму
У цьому списку зібрано основні мечеті, що існували, існують чи будуються на території Автономної Республіки Крим та міста Севастополь.

## Бахчисарайський район
Діючі:
- Велика ханська мечеть, Бахчисарай
- Мала ханська мечеть, Бахчисарай
- Салачик Хан Джамі, Бахчисарай[1]
- Орта-Джамі, Бахчисарай
- Молла Мустафа-Джамі, Бахчисарай
- Тахтали-Джамі, Бахчисарай
- Махмуд-ефенді Джамі, Бахчисарай
- Албат Джамісі, Албат[2]
- Коккоз-Джамі, Коккоз (Соколине)
- Булгаковська мечеть, Коккоз (Соколине)
- Куртлер-Маале Джамі, Коккоз (Соколине)
- Алма-Тархан, Бурлюк (Віліне)
- Бююк-Озенбаш Джамісі, Бююк-Озенбаш (Щасливе)
- Вахіт-Джамі, Отарчик
- Отарчик Джамісі, Отарчик[3]
- Заланкой Джамісі, Заланкой (Холмівка)
- Коклуз Джума Джамі, Коклуз (Багата Ущелина)
- Кючук-Яшлав Джамісі, Кючук-Яшлав (Вікторівка)
- Мамашай Джамісі, Мамашай (Орлівка)
- Мечеть села Богатир, Богатир
- Мечеть села Сююр-Таш, Сююр-Таш (Білокам'яне)
- Нововасилівка Джамісі, Нововасилівка
- Джума-Джамі, Фоті-Сала (Голубинка)
- Тав-Бадрак Джамісі, Тав-Бадрак (Скалисте)
- Улакли Джамісі, Улакли (Глибокий Яр)[4]
- Мечеть Абу Бакра, Кочкар-Елі (Брянське)[5]
- Аранкой Джамісі, Рус-Аранкой (Новеньке)[6]
- Топчикой Джамісі, Топчикой (Долинне)[7]
- Мечеть у селі Танкове, Бююк-Сюйрен (Танкове)[8]
- Мечеть села Тополі, Тополі

Не діючі:
- Єшиль-Джамі, Бахчисарай
- Ісмі-Хан, Бахчисарай

Будуються:
- Мечеть села Орлине, Байдар (Орлине), зараз сільська мечеть функціонує в будівлі, в якій раніше розташовувався місцевий дитячий садок.[9]

## Білогірський район
Діючі:
- Карасубазар Джамісі, Карасубазар (Білогірськ)[10]
- Рефат Веліулла Джамі, Карасубазар (Білогірськ)
- Сари-Су Алі Джамі, Карасубазар (Білогірськ)
- Зуя-Джамісі, Зуя
- Орталан Джамісі, Орталан (Земляничне)
- Кокташ-Джамі, Кокташ (Синьокам'янка)
- Копюрлікой Джамісі, Копюрлікой (Черемисівка)
- Ефендикой Джамісі, Ефендикой (Зеленогірське)[11]
- Рахмет Джамі, Яни-Бурулча (Цвіточне)[12]
- Кучук-Бурундук Джамісі, Кучук-Бурундук (Муромське)[13]
- Рус Бій Гази Джамісі, Рус Бій-Гази (Дворіччя)[14]
- Сеїтлер-Вакиф Джамісі, Сеїтлер-Вакиф (Розливи)[15]
- Тана-Ґельді Джамісі, Тана-Ґельді (Сінне)[16]
- Чоти Джамісі, Садове[17]

Не діючі:
- Їлдирим-Джамі, Карасубазар (Білогірськ)[18]
- Шах-Мурад, Карасубазар (Білогірськ), вул. Ключевського (1930 рік руйнувння)
- Аджі-Арслан, Карасубазар (Білогірськ), вул. Інкляб (1934)
- Курман-Алі, Карасубазар (Білогірськ), вул. Перекопська (1930)
- Хаджі-Осман, Карасубазар (Білогірськ), вул. Садова (1934)
- Хан Джамі, Карасубазар (Білогірськ), вул. Хан-Джамі (1934)
- Єні-Джамі, Карасубазар (Білогірськ), вул. Хан-Джамі (1934)
- Учурум, Карасубазар (Білогірськ), вул. Хан-Джамі (1934)
- Буюк-Джамі, Карасубазар (Білогірськ), вул. Кримчацька (1932)
- Улу-Хані-Султан, Карасубазар (Білогірськ), вул. Міжнародна (1934)
- Чільтерлі, Карасубазар (Білогірськ), вул. Ананьївська (1928)
- Кельташ, Карасубазар (Білогірськ), вул. Садова (1928)
- Кара-Чора, Карасубазар (Білогірськ), вул. Кара-Чора (1932)
- Тахтали-Джамі, Карасубазар (Білогірськ), вул. Айдинлик (1933)
- Бахчі-Ічі, Карасубазар (Білогірськ), вул. Бахчі-Ічі (1932)
- Шан-Гірей, Карасубазар (Білогірськ), вул. Шан-Гірея (1932)
- Аджі-Маалі, Карасубазар (Білогірськ), вул. Аджі-Маалі (1934)
- Чардакли, Карасубазар (Білогірськ), вул. Аптекарська (1925)[19]
- Єні-Сала Джамісі, Єні-Сала (Красноселівка)[20]

## Джанкойський район
- Джанкой Джамі, Джанкой
- Авуз-Кирк Джамісі, Авуз-Кирк (Медведівка)
- Калай Джамісі, Калай (Азовське)[21]
- Тарханлар Джамісі, Тарханлар (Побєдне)[22]

## Євпаторійський район
Діючі:
- Джума-Джамі або Хан-Джамі, Кезлев (Євпаторія)
- Авдет Джамі, Кезлев (Євпаторія)[23]
- Тахтали-Джамі (Джемаледдін-ефенді Джамі), Кезлев (Євпаторія)[24]
- Яни-Джамі, Саки
- Соборна мечеть Акмечита, Акмечит (Чорноморське)
- Ґортенштадт Джамісі, Ґортенштадт (Журавлі)
- Джага-Кушчу Джамісі, Джага-Кушчу (Охотникове)
- Кунан Джамісі, Кунан (Красносільське)
- Керлевут Джамісі, Керлевут (Водопійне)
- Курувли-Кенеґез Джамісі, Курувли-Кенеґез (Вересаєве)
- Ескі-Карагурт Джамісі, Ескі-Карагурт (Долинка)
- Мечеть в Тузлах (Михайлівка)
- Табулди-Асс Джамісі, Табулди-Асс (Медведеве)
- Татар Чагалтай Джамісі, Чагалтай Татарський (Далеке)[25]
- Яни Котур Джамісі, Яни Котур (Кар'єрне)[26]
- Ярилгач Джамісі, Ярилгач (Міжводне)[27]

Не діючі:
- Шукурла-Ефенді, Кезлев (Євпаторія)

Будуються:
- Мечеть Отар-Мойнак, Отар-Мойнак (Уютне)

## Керченський район
- Керич Джамі, Керченська мечеть, Керч
- Єди-Кую Меркез Джамі, Єди-Кую
- Киз-Авул Джамісі, Киз-Авул (Яковенкове)
- Медіне Джамі, Катирлез[28]
- Дере-Салин Джамісі, Дере-Салин (Чистопілля)[29]

## Курманський район
- Мекке Джамі, Курман
- Керім Джамі, Біюк-Онлар[30]
- Маре-Джамісі, Маре (Мар'янівка)
- Мечеть в Ачкорі (Гвардійському)
- Мечеть в Некрасовому
- Сари-Баш Джамісі, Сари-Баш
- Кара-Асан Джамісі, Кара-Асан (Рівне)[31]

## Перекопський район
Діючі:
- Наріман Осман Джамісі, Яни Капу
- Ермені Базар Джамісі, Ермені Базар (Армянськ)
- Акшейх Меркез Джамі, Акшейх (Роздольне)
- Мечеть імені Ахмат-Хаджі Кадирова, Воїнка

Будуються:
- Ор-Капу Джамісі, Яни Капу[32]

## Місто Севастополь
- Ак'яр-Джамі, Ак'яр (Севастополь)

## Сімферопольський район
Діючі:
- Кебір-Джамі, Акмесджит (Сімферополь)
- Чокурча-Джамісі, Акмесджит (Сімферополь)
- Сеїт-Сеттар, Акмесджит (Сімферополь)
- Хаджі Сеїт-Нафе, Акмесджит (Сімферополь)
- Буюк Джума-Джамі, Акмесджит (Сімферополь)
- Мерхамет Джамісі, Акмесджит (Сімферополь)
- Ак-Мечит Джамі, Акмесджит (Сімферополь)
- Бор-Чокрак Джамісі, Акмесджит (Сімферополь)
- Бавурчи Джамісі, Акмесджит (Сімферополь)[33]
- Кисмет Джамі, Акмесджит (Сімферополь)[34]
- Мечеть масиву Мар'їне, Акмесджит (Сімферополь)[35]
- Мечеть ісламського культурного центру в Сімферополі, Акмесджит (Сімферополь)
- Мечеть у Сімферопольській виправній колонії № 102, Акмесджит (Сімферополь)[36]
- Сарабуз Джамісі, Сарабуз (Гвардійське)
- Кадир-Джамі, Ливадки (Левадки)
- Терек-Елі Джамісі, Терек-Елі (Трипрудне)
- Абу-Бекір Джамі, Тахта-Джамі (Андрусове)
- Булганак Джамісі, Булганак (Кольчугине)
- Тав-Даїр, Мазанка
- Єшиль-Джамі, Мамак (Строгонівка)[37]
- Мамак II Джамісі, Мамак (Строгонівка)[38]
- Неджла Тугба хатун Джамісі, Кюн-Тувган (Теплівка)[39]
- Ботке Джамісі, Ботке (Дубки)[40]
- Булганак-Бадрак Джамісі, Булганак-Бадрак (Пожарське)[41]
- Джав-Джурек Джамісі, Джав-Джурек (Рівнопілля)[42]
- Джолман Джамісі, Джолман[43]
- Ескі-Лез Джамісі, Ескі-Лез (Скворцове)[44]
- Камиш-Кора Джамісі, Мамут-Султан (Добре)[45]
- Кулчук Джамісі, Кулчук (Родникове)[46]
- Курчи Джамісі, Курчи (Українка)[47]
- Мечеть селища Яшлик, Молодіжне[48]
- Сарайли-Кият Джамісі, Сарайли-Кият (Мирне)[49]
- Шумхай Джамісі, Шумхай (Зарічне)[50]
- Яни Сарабуз Джамісі, Яни Сарабуз (Укромне)[51]
- Мечеть села Прудове, Прудове[52]
- Мечеть села Софіївка, Софіївка

Не діючі:
- Валіде-Шериф, Акмесджит (Сімферополь)
- Сеїт-Халіль Челебі, Акмесджит (Сімферополь)
- Базар-Джамі, Акмесджит (Сімферополь)[53]
- Ени-Джамі, Акмесджит (Сімферополь)
- Кади-Маале, Акмесджит (Сімферополь)
- Сеїт-Халім Челебі, Акмесджит (Сімферополь)
- Хаджі Куртій Челебі, Акмесджит (Сімферополь)
- Сеїт-Нафі, Акмесджит (Сімферополь)
- Сеїт Сеттар Маалі, Акмесджит (Сімферополь)
- Мечеть Менглі I Ґерая при палаці калги-султана в районі Султан-Базар, Акмесджит (Сімферополь)
- Джума-Джамі, Шейхкой (Давидове)
- Ескі-Сарай, Джолман

Будуються:
- Джемаат Джамі, Акмесджит (Сімферополь)
- Айше Султан Джамісі, Акмесджит (Сімферополь)[54]
- Курбан кой Джамісі, Ягмурча (Фонтани)[55]
- Мечеть «Сувук-Дере», Ягмурча (Фонтани)

## Феодосійський район
Діючі:
- Муфті-Джамі, Кефе (Феодосія)
- Яни-Маале (Судак Джамі), Судак
- Мечеть хана Узбека, Ескі Кирим (Старий Крим)
- Зубейр-Джамі, Ескі Кирим (Старий Крим)[56]
- Хазреті Осман Джамі, Іслям-Терек
- Ічкі Джамісі, Ічкі[57]
- Аджи-Бей Джамі, Таракташ (Дачне)
- Бай-Буга Джамісі, Бай-Буга (Ближнє)
- Гур Джамі, Новий Цюріхталь
- Коз Джамісі, Коз (Сонячна Долина)
- Кутлак Джамісі, Кутлак (Веселе)
- Мечеть в Криничках
- Сеїт-Ели Джамісі, Сеїт-Ели (Журавки)
- Фатих Джума Джамі, Джайлав-Сарай (Золоте Поле)[58]
- Аблеш Джамісі, Аблеш (Пруди)[59]
- Аджиголь Джамісі (Мечеть Хафіз), Хафуз (Приморський)[60]
- Бейс-Лехем Джамісі, Бейс-Легем (Хлібне)[61]
- Джума-Ели Джамісі, Джума-Ели (Привітне)[62]
- Ескі-Керлеут Джамісі, Ескі-Керлеут (Алмазне)[63]
- Капсихор Джамісі, Капсихор (Морське)[64]
- Келечи Джума Джамі, Келечи (Оріхівка)[65]
- Кир-Ічкі Джамісі, Кир-Ічкі (Варварівка)[66]
- Киянли Джамісі, Киянли[67]
- Насипкой Джамісі, Насипкой (Насипне)[68]
- Отуз Джамісі, Отуз (Щебетовка)[69]
- Савурчи Джамісі, Савурчи (Завітне)[70]
- Суук-Сала Джамісі, Суук-Сала (Грушівка)
- Тамгаджи Джамісі, Тамгаджи (Ізюмівка)
- Токлук Джамісі, Токлук (Багатівка)[71]
- Уч-Кую Джамісі, Уч-Кую (Восточне)[72]
- Фернгайм Джамісі, Фернгайм (Урожайне)[73]

Не діючі:
- Мечеть Султана Селіма, Кефе (Феодосія)
- Якубі-Джамі, Кефе (Феодосія)[74]
- Падишах-Джамі, Судак
- Куршум-Джамі, Ескі Кирим (Старий Крим)
- Мечеть Бейбарса, Ескі Кирим (Старий Крим)
- Муск-Джамі, Ескі Кирим (Старий Крим)
- Карагоз-Джамі, Карагоз (Первомайське)
- Колеч-Мечеть, Колеч-Мечеть

## Ялтинський район
Діючі:
- Дерекой Джамі, Ялта
- Ай-Василь Орта-Джамі, Ялта
- Юкари-Джамі, Алушта
- Кореїз Джамісі, Кореїз
- Сімеїз Джума Джамі, Сімеїз
- Корбек Джамі, Корбекуль (Ізобільне)
- Ускут Джамісі, Ускют (Привітне)
- Куру-Узень Джамісі, Куру-Узень (Сонячногірське)[75]

Не діючі:
- Мечеть Айя-Софія, Гурзуфська мечеть, Гурзуф
- Партенітська мечеть, Партеніт
- Бююк-Ламбат Джамісі, Бююк-Ламбат (Малий Маяк)[76]

## Галерея

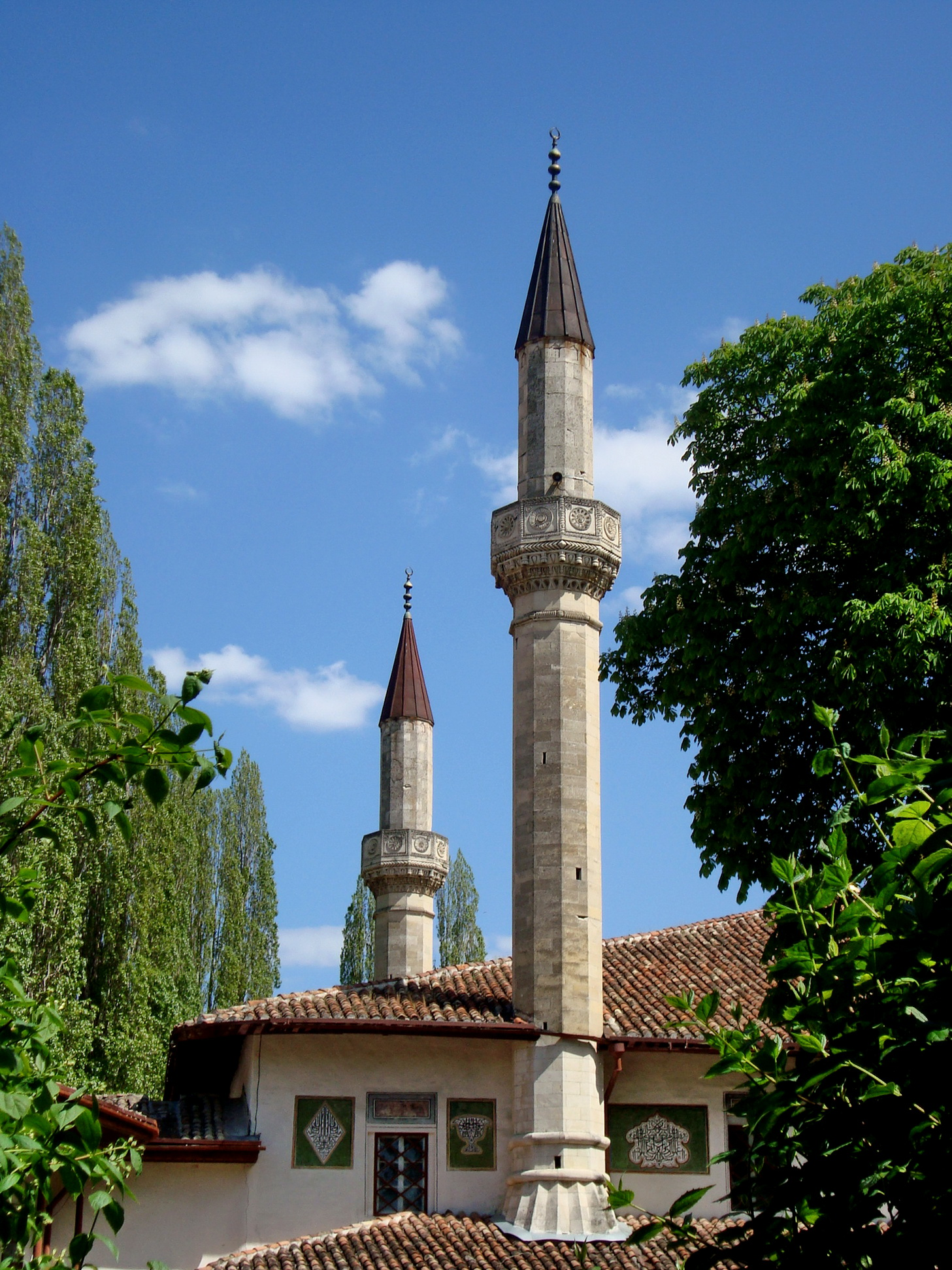
Велика ханська мечеть, Бахчисарай
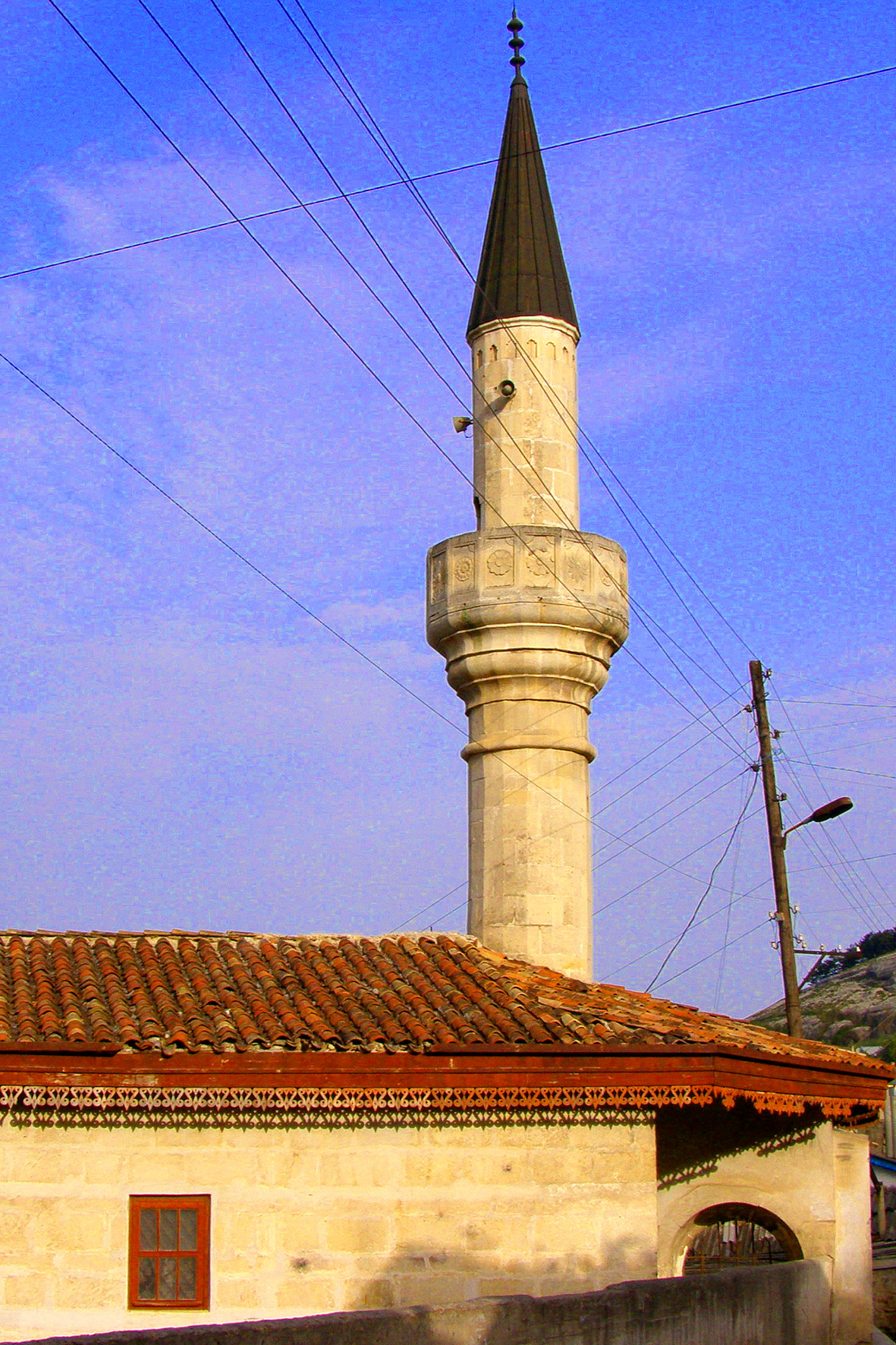
Тахтали Джамі, Бахчисарай
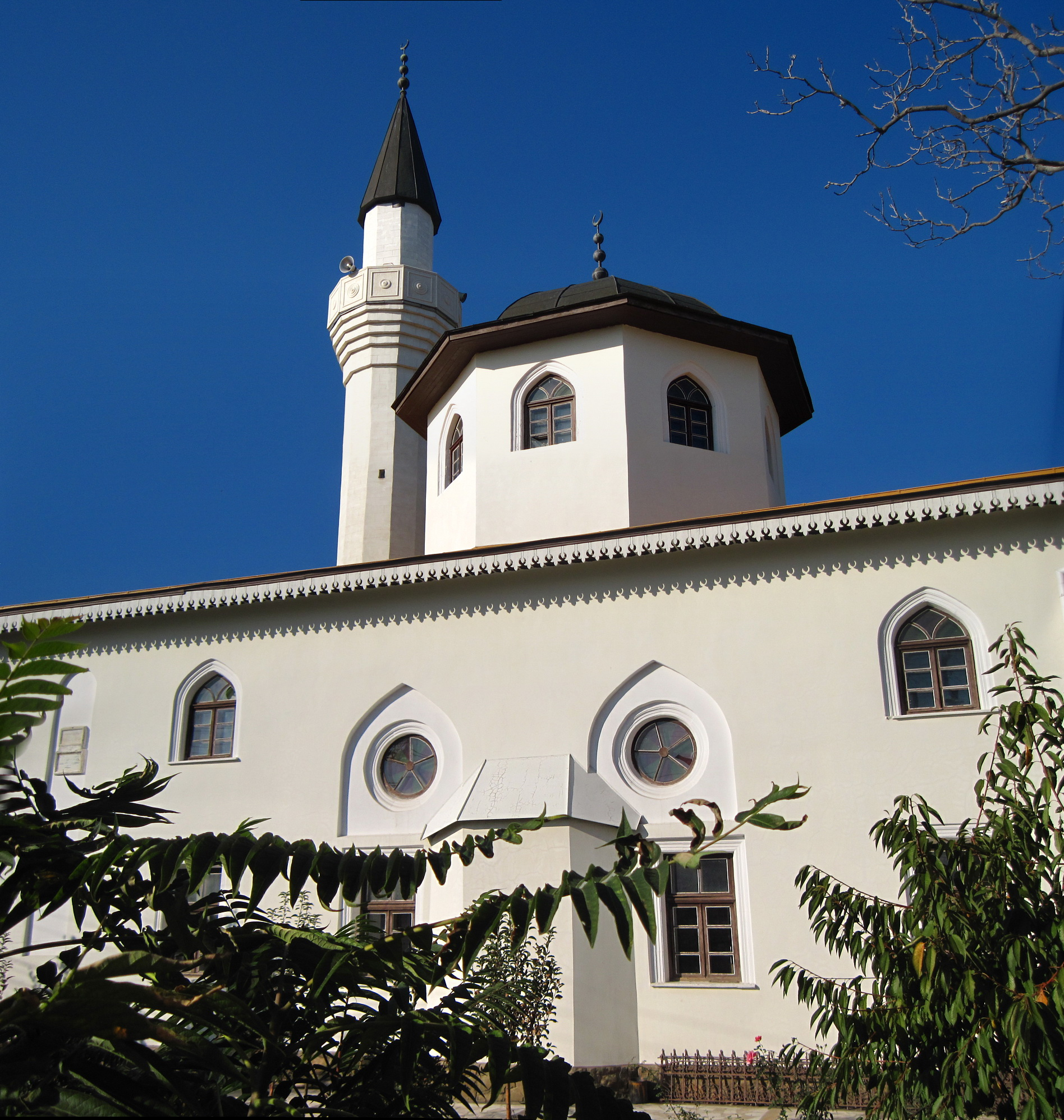
Кебір-Джамі, Сімферополь
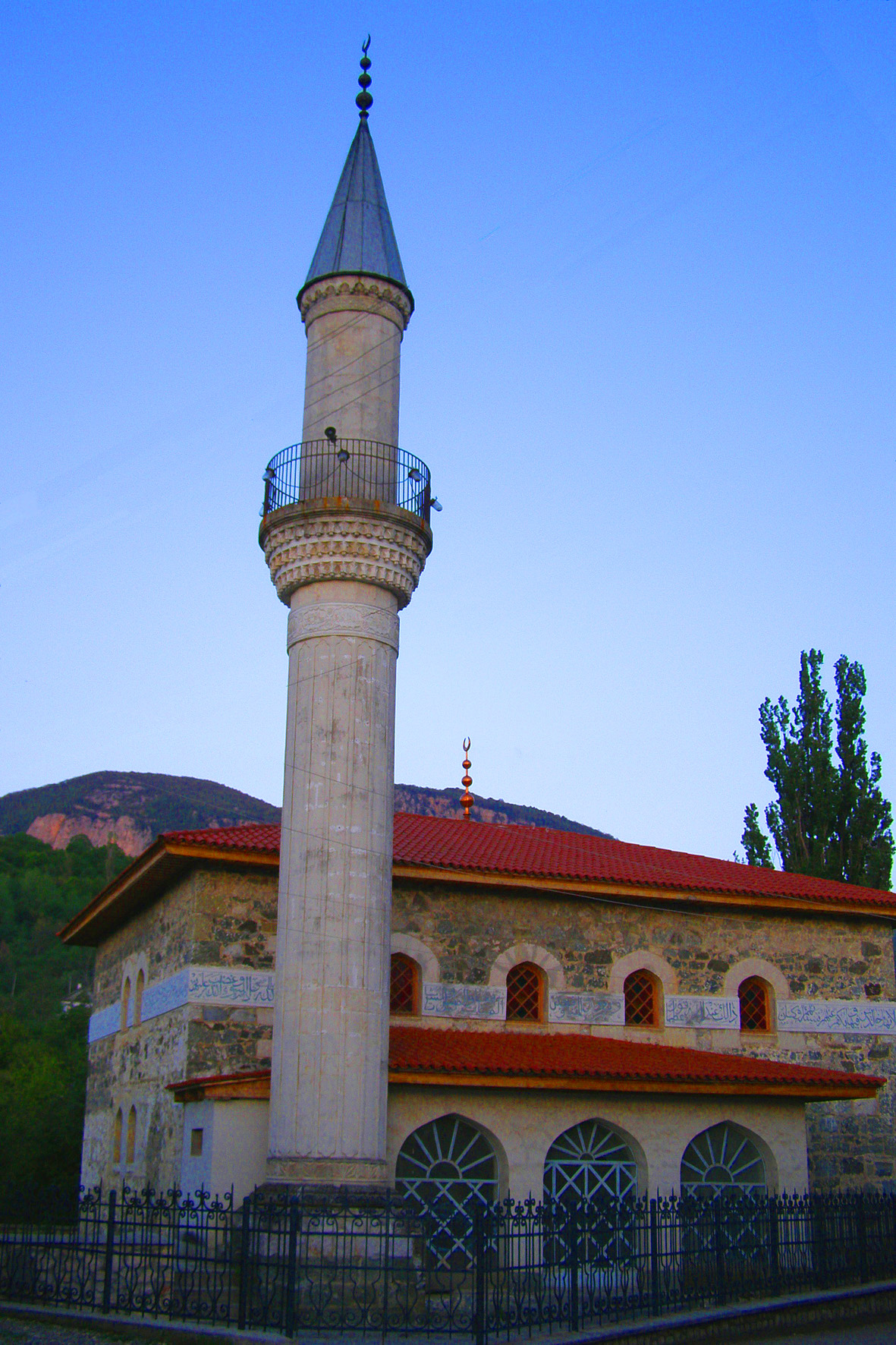
Мечеть Коккоз-Джамі у Соколиному Бахчисарайського району
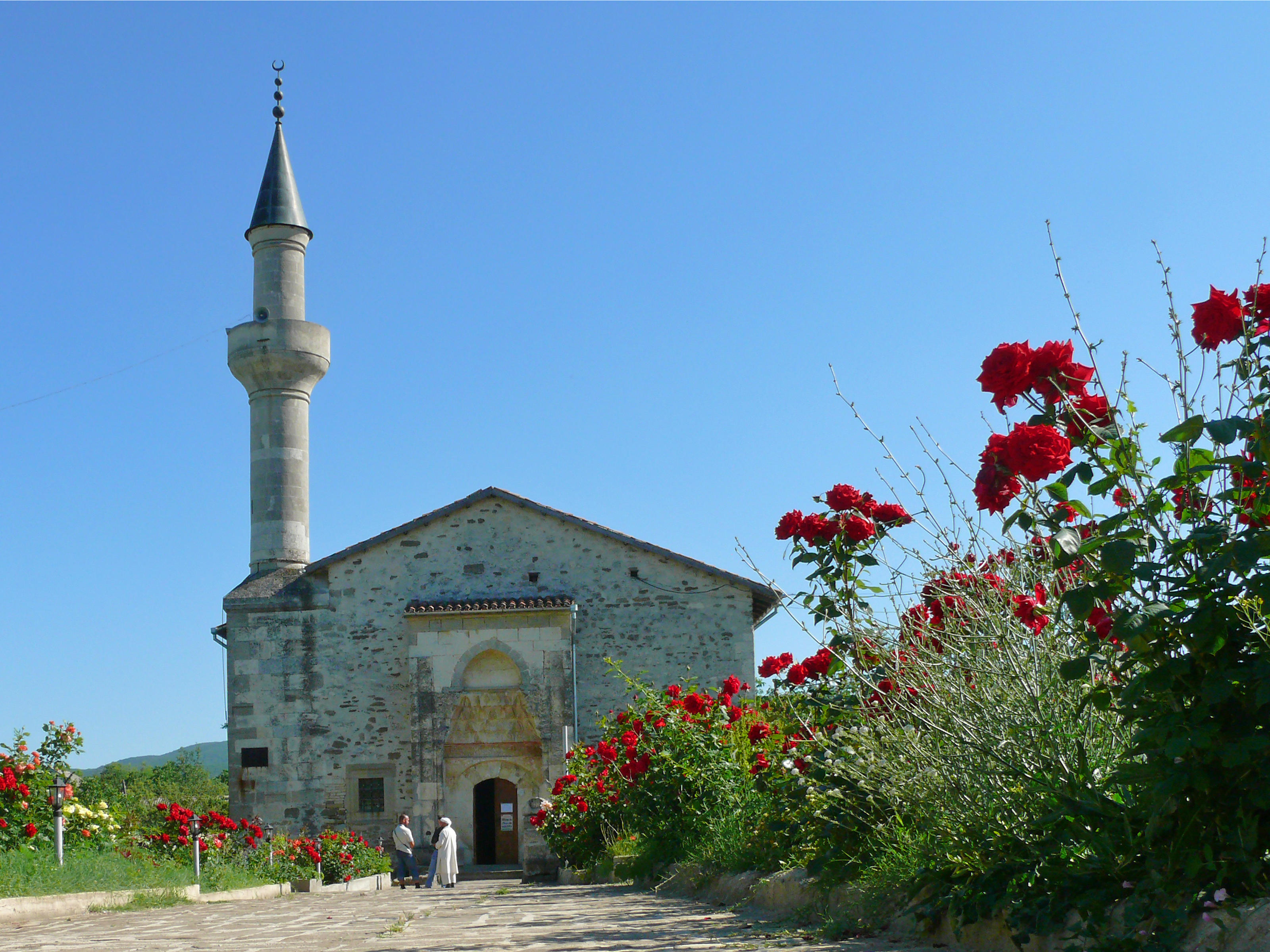
Мечеть хана Узбека, Старий Крим
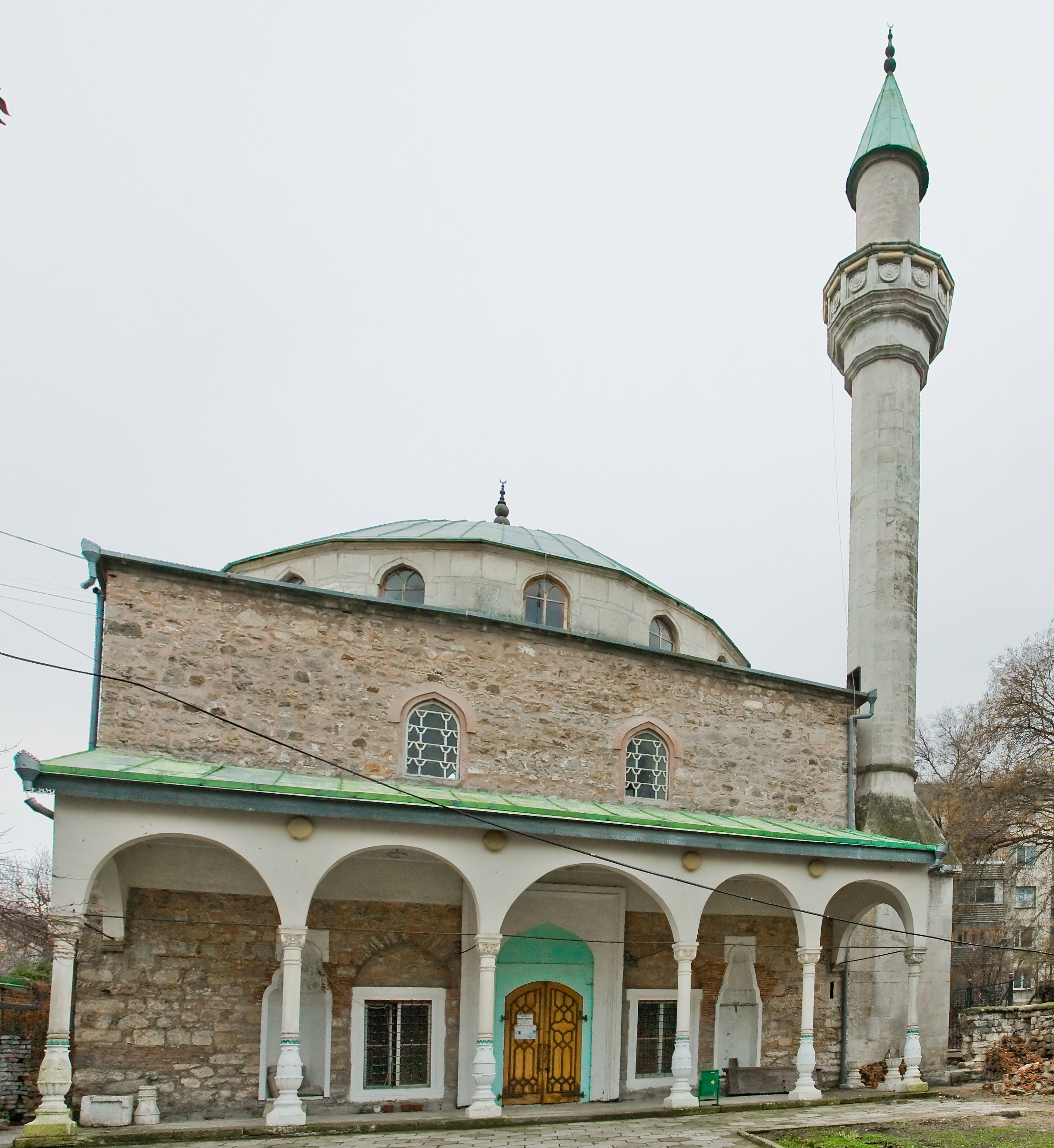
Муфті-Джамі, Феодосія
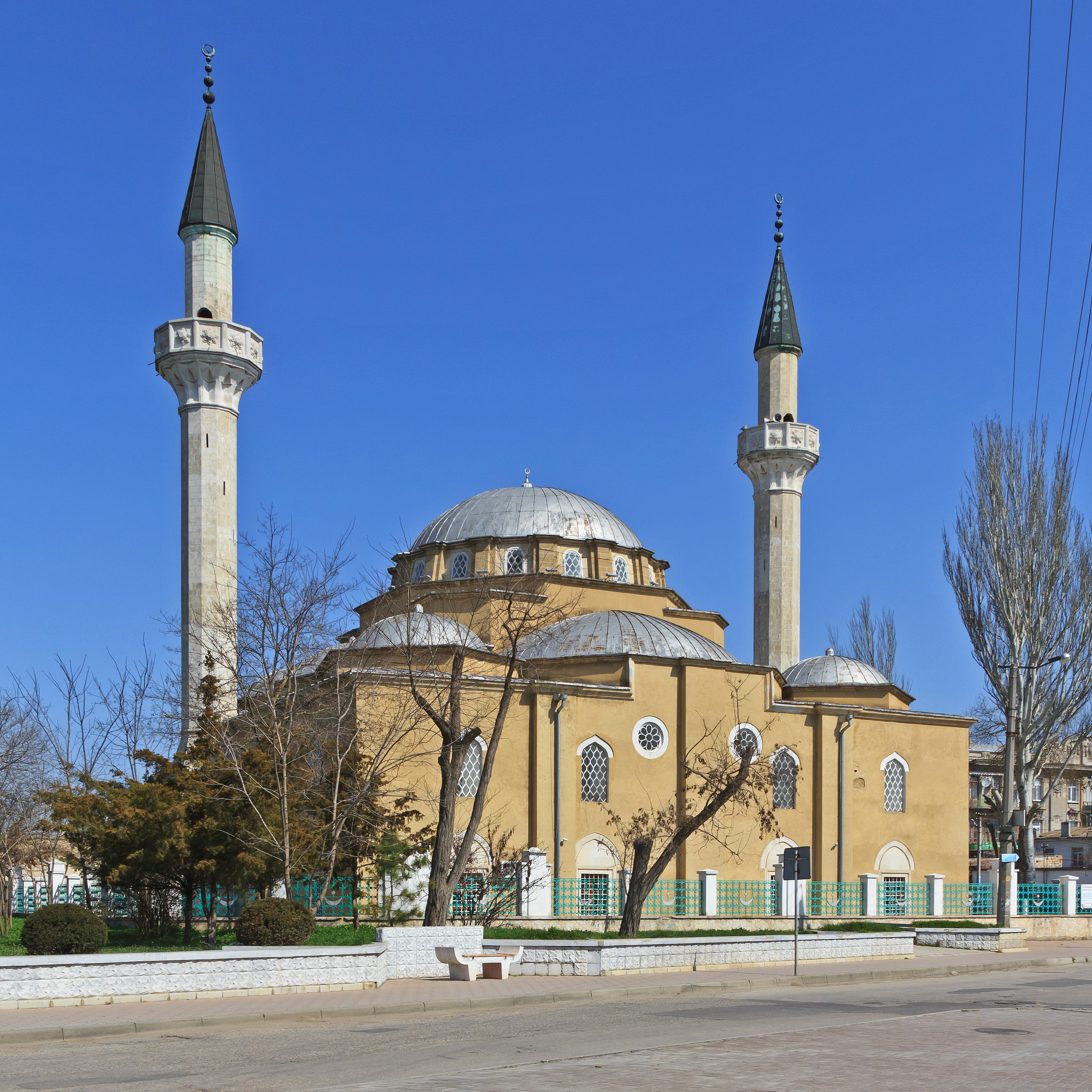
Джума-Джамі (Кезлевська мечеть), Євпаторія
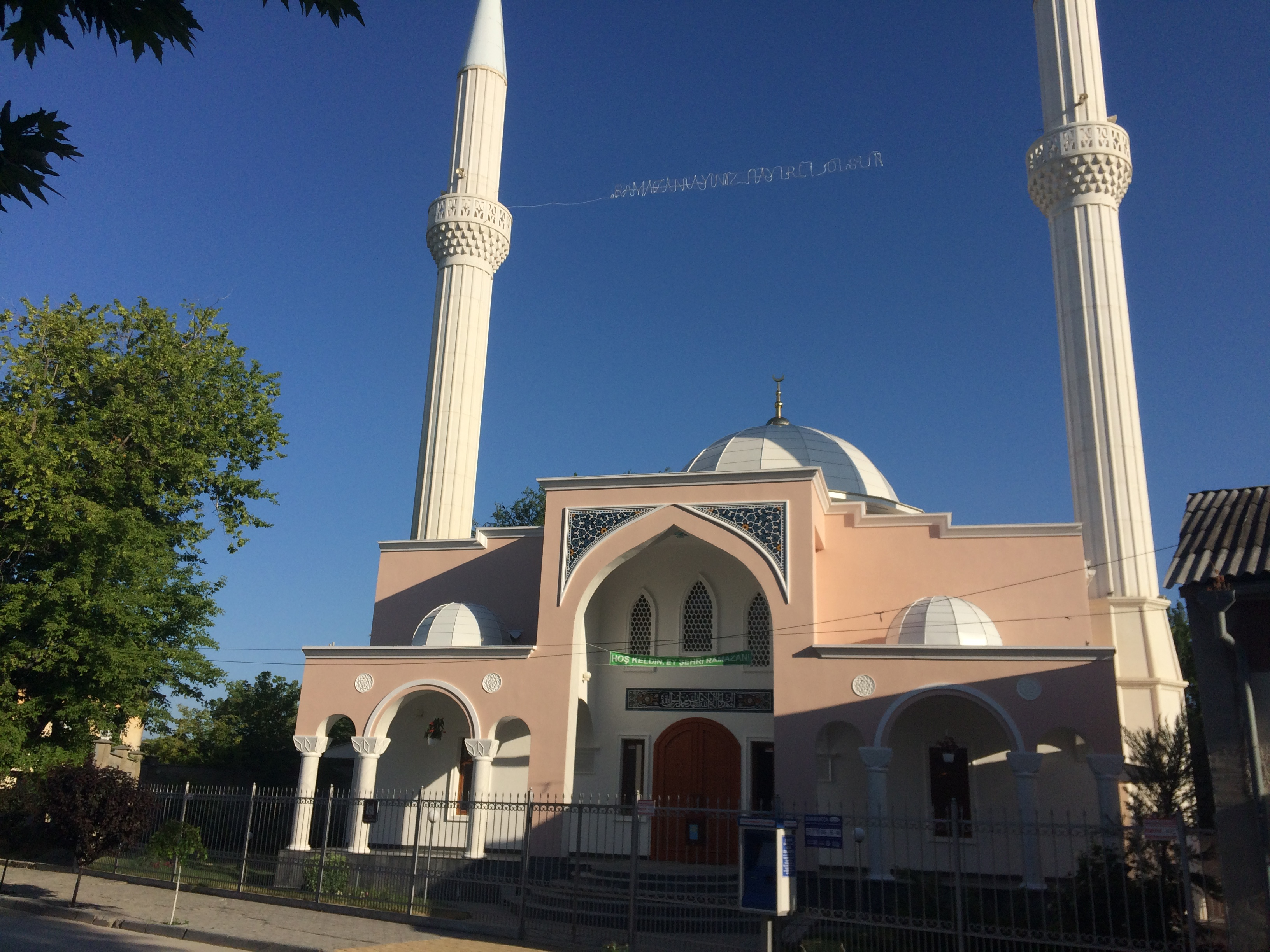
Рефат Веліулла Джамі, Білогірськ
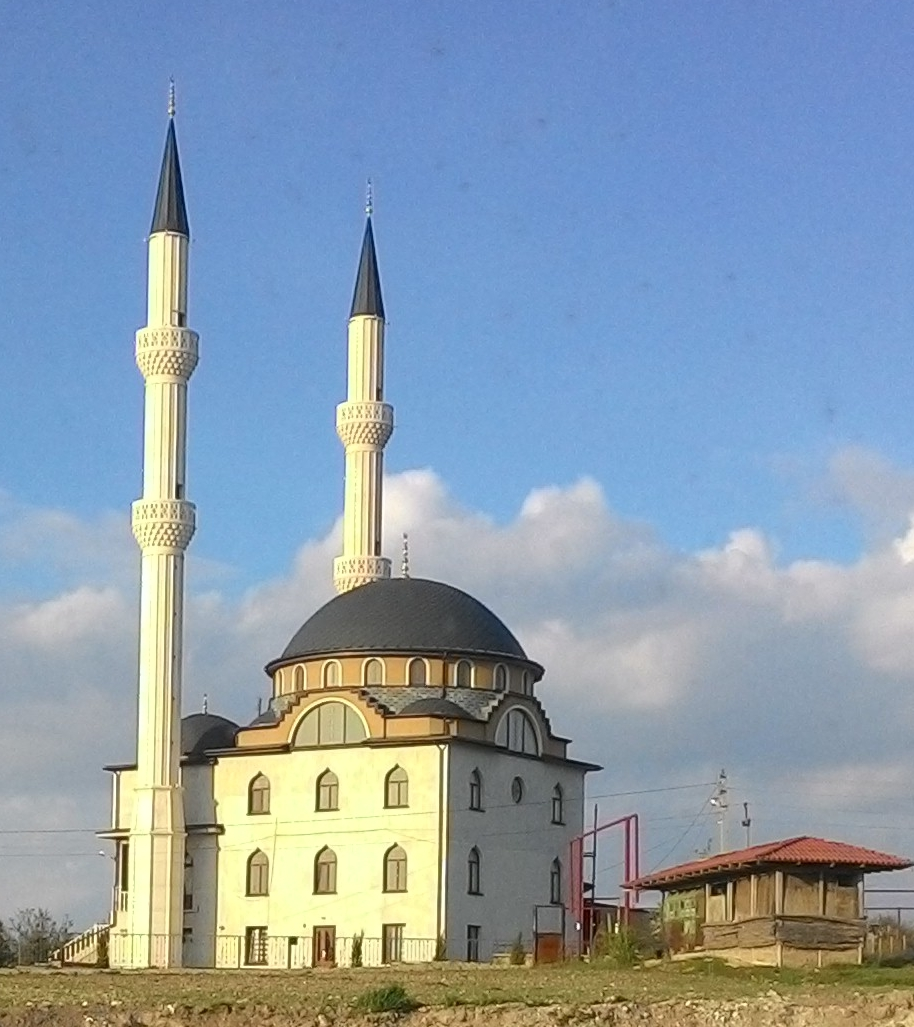
Кадир-Джамі, Левадки